# Valery Gavrilin
Valery Aleksandrovich Gavrilin (Vólogda, 17 d'agost de 1939 - Sant Petersburg, 28 de gener de 1999) és un compositor soviètic i rus, autor d'obres simfòniques i corals, cançons, música de cambra i partitures de pel·lícules. Guanyador del Premi Estatal de l'URSS (1985). Artista popular de la URSS (1985).

## Biografia
Nascut a Vólogda, la família vivia a la ciutat de Kadnikov, districte de Sokolsky, regió de Vólogda. La seva mare treballava com a directora de l'orfenat Kadnikovsky, i el seu pare era el cap del departament d'educació pública del districte (RONO) a la ciutat de Sokol. El pare va morir a la guerra poc després del naixement del seu fill el 1941.
Posteriorment, va viure amb la seva mare al poble de Perkhurevo, districte de Kubeno-Ozersky, regió de Vólogda, i va estudiar a l'escola al poble de Vozdvizhenye (a l'altre costat de la carretera) fins al 1950. La mare va ser condemnada i el nen va acabar en un orfenat al districte d'Oktyabrsky de Vologda, va estudiar a l'escola secundària masculina número 9, va estudiar al cor, va tocar en una orquestra popular, va estudiar piano sota la direcció de Tatyana Dmitrievna Tomashevskaya, i va intentar compondre. Després d'acabar 7 anys de batxillerat, va ingressar a l'Escola de Música de Vólogda per al departament de direcció i coral. En aquest moment, la Comissió Estatal d'Exàmens treballava a l'escola, dirigida pel professor associat del Conservatori de Leningrad Ivan Mikhalovich Belozemtsev, que el va fer una audició i el va recomanar per a l'admissió a l'Escola Especial de Música per deu anys al Conservatori de Leningrad. El 1953, va ser admès en aquesta escola a la classe de clarinet (mestre Mikhail Yushkevich) a 7è grau i immediatament va començar a estudiar composició amb Sergei Wolfensohn i tocar el piano amb Elena Gugel.
El 1958 va ingressar al conservatori, del qual es va graduar el 1964 com a musicòleg-folklorista (supervisor - professor Rubtsov) i a la classe de composició del professor Evlakhov. Després de graduar-se al conservatori, va estudiar amb ell a l'escola de postgrau.
Des de 1964, va impartir una classe de composició a l'Escola de Música del Conservatori de Leningrad. Des de 1965 - membre del Comitè d'Investigació de l'URSS.

## Creació
L'obra de Gavrilin es caracteritza per la melodiosa i el lirisme rus. Va introduir noves formes de creació musical coral, basades en una síntesi de gèneres acadèmics i quotidians. Amb el "Quadern rus" va entrar a la música als anys 60, durant el període de l'anomenada segona onada de neo-folklore, una mena de paral·lelisme a l'obra dels escriptors russos "de poble". Al "Quadern rus" i a "Cartes de guerra" va encarnar la imatge d'una camperola del nord de Rússia, i en el cicle vocal "Vitte" va crear un retrat de l'única Gretchen de la província russa.
Tant l'estètica com l'estil del compositor són un exemple de les tendències neoromàntiques de la música russa. Això es va manifestar principalment en l'atracció pel gènere de la cançó estimat pels romàntics, en l'estetització i el desenvolupament refinat de formes senzilles de la cançó. Les cançons estan compostes per cicles vocals de cambra i poemes vocal-simfònics. Compositiument, també s'acosten a les "accions" de la cançó original, una forma de teatre musical i poètic que troba el compositor. En les "accions" es pot discernir una connexió llunyana amb les actuacions musicals populars, la tradició de "tocar" una cançó, i també contenen la subtilesa psicològica dels cicles vocals. Tenen una trama convencional, generalment reduïda a una única situació dramàtica. Les "accions" són variades en contingut i en la seva naturalesa de gènere. Així, "The Wedding" (llibret de V. A. Gavrilin i A. Shulgina) i "The Shepherd and the Shepherdess" (després de Viktor Astafiev) s'acosten més al drama psicològic, i l'actuació i cançons de la vella vida russa "Skomorokha" (paraules de V. Korostylev) - un exemple de sàtira social. A la simfonia-acció coral “Campanes” l'element satíric s'entrellaça amb allò mitològic, amb la fantasia de conte, amb l'al·legoria, amb el tema dramàtic del judici de la consciència personal davant la mort.

En la música instrumental, un gran lloc el van ocupar les miniatures de programa, peces característiques i de gènere que conformen les seves suites orquestrals i divertissements. El talent vocal natural del compositor es distingeix per la seva pròpia entonació única. Com els primers romàntics que estimava, Gavrilin té un culte a la melodia. El melodicisme de la cançó fresca i prístina és l'ànima de la seva música.
"La música de Gavrilin, des de la primera fins a l'última nota, està plena de melodies russes, la puresa del seu estil és sorprenent. El sentiment orgànic i filial de la Pàtria és una propietat preciosa d'aquesta música, el seu nucli. De les cançons i els cors de Gavrilin sorgeix un Rus lliure i sonor. Però això no és en absolut una admiració per l'exòtic i arcaic, no el "farciment" musical sobre les rareses de l'art antic. Això és autèntic. Això està escrit a la sang del cor. Música moderna i en directe de caràcter profundament folklòric i, el més important, una visió del món moderna, nascuda aquí, als nostres espais oberts."
—Georgui Sviridov

## Patrimoni literari
L'herència literària de Gavrilin -articles crítics, assaigs, paraules d'introducció, discursos, entrevistes- revela una altra faceta de la seva brillant personalitat. "Va escriure i parlar sobre l'alta missió de l'art, especialment la música, en la vida de la gent, sobre compositors (Glinka, Mussorgsky, Sviridov), intèrprets (Zara Dolukhanova, Mravinsky, Richter), sobre poetes i escriptors (Nikolai Rubtsov, Vasily Shukshin, Viktor Astafiev ), sobre actors, sobre folklore, sobre cançons de bard i música pop moderna, sobre la percepció musical i l'educació musical, sobre la moral, l'ecologia i molt més, sempre va escriure de manera temperamental i captivadora, d'una manera brillant, figurativa i intel·ligible. forma. Els seus articles i assaigs, les aparicions a la ràdio i la televisió i les entrevistes amb ell es distingeixen per la seva profunditat de pensament, la seva posició clarament formulada i el seu propi estil literari brillant."

Un expert i subtil coneixedor de la paraula literària russa, Georgy Sviridov, va escriure a Gavrilin:
"Tens un autèntic do literari (que vaig notar fa temps!), tens la teva llengua, estil i manera de parlar. "Corregir" vol dir "malamar" […]
Gavrilin es va guiar pels millors exemples de crítica musical nacional i mundial: Boris Asafiev, Romain Rolland.
"Els articles són molt diferents de la gran quantitat d'obres escrites per musicòlegs per a musicòlegs i en les quals s'exposen moltes idees importants i interessants, com esquemes d'anàlisi que han donat lloc a generalitzacions científiques interessants, però que no han adquirit el caràcter artístic i artístic, forma literària en la qual haurien estat disponibles per a un ampli ventall de públic interessat en la música."

## Títols i premis
- Premi Estatal de la RSFSR amb el nom de M. I. Glinka (1967) - pel cicle vocal "Russian Notebook"
- Premi Lenin Komsomol (1980) - per obres vocals i instrumentals "Terra", "Cartes militars" i la balada vocal i simfònica "Two Brothers"
- Premi Estatal de l'URSS (1985) - per la simfonia-acció coral "Campanades"
- Artista honrat de la RSFSR (1979)
- Artista del Poble de la RSFSR (1985)

## Memòria
L'any 2000, es va instal·lar una làpida a la tomba (arquitecte V. A. Kashin, artista Yu. I. Selivestrov). L'any 2001, a Sant Petersburg, es va instal·lar una placa commemorativa a la casa del carrer Pestelya 12 (escultor Yu. V. Evgrafov, arquitecte V. A. Kashin) amb el text: "Va viure en aquesta casa de 1980 a 1995 i el compositor Valery Aleksandrovich Gavrilin va treballar". La placa commemorativa està instal·lada a l'edifici de l'escola de música núm. 1 de Vólogda i a l'edifici de l'antic internat de Vologda (Gagarina, 46).
L'any 2000, l'Escola d'Art Infantil de Sant Petersburg va rebre el nom del compositor; al vestíbul es va instal·lar un bust del compositor de l'escultor Yu. V. Evgrafov. El nom de Gavrilin va ser donat a la Filharmònica de Vólogda; sota els seus auspicis, el Festival de Gavrilin se celebra cada dos anys, així com el Concurs Internacional de Interpretació Juvenil del Governador que porta el nom de Gavrilin. A Vólogda hi ha un museu “Literatura. Art. Segle XX" (sucursal del Museu Estatal d'Història, Arquitectura i Art de la Reserva de Vologda), dedicada a l'obra de Valery Gavrilin i Nikolai Rubtsov. L'escola de música infantil Kadnikov porta el nom de Gavrilin.
El Conservatori de Sant Petersburg ha establert una beca que porta el seu nom per als estudiants.
Alguns carrers de Sant Petersburg i el poble de Kubenskoye van ser batejats en memòria del compositor. El nom de Gavrilina va ser donat a un planeta menor del sistema solar.